# Kramat Jegu
Kramat Jegu is een bestuurslaag in het regentschap Sidoarjo van de provincie Oost-Java, Indonesië. Kramat Jegu telt 12.820 inwoners (volkstelling 2010).